# Antonín Balatka
Antonín Balatka (27. října 1895 Královské Vinohrady – 25. června 1958 Brno) byl český dirigent a skladatel.

## Život
Antonín Balatka se narodil 27. října 1895 na Královských Vinohradech (tehdy ještě nebyly součástí Prahy), otec Ferdinand Balatka (1862-??) byl kancelářský sluha (Kanzleidiener), matka Františka, rozená Blažková (1864-??) pocházela z Vysokého nad Jizerou. Byl z velmi chudých poměrů. V raném dětství ztratil otce, matka byla služebná, později prodavačka. Přesto se snažila dát synovi pokud možno nejlepší vzdělání. Vystudoval reálné gymnázium a učitelský ústav. Po studiích krátce učil, ale v roce 1914 se stal žákem pražské konzervatoře. Studoval hru na varhany u Antonína Elšlégra a ve skladbě absolvoval mistrovský kurz u Vítězslava Nováka. Na studia si vydělával korepeticemi v pěvecké škole Marie Pivodové a působil i jako sbormistr akademického pěveckého sdružení „Praha“.
Jeho první veřejně provedenou skladbou byla Suita pro klavír (ještě v době studia – 1919). V červnu téhož roku Balatka absolvoval Triem pro klavír, housle a violoncello.
V roce 1919 nastoupil do opery lublaňského Národního divadla jako korepetitor opery, operety a baletu. Původně jednoroční smlouva se postupně protáhla na 10 let a z místa korepetitora se Balatka postupně propracoval na dirigenta a režizéra. Ve Slovinsku se stal významným propagátorem české hudby. Uvedl zde mimo jiné cyklus Smetanových oper, Foersterovu Evu a Janáčkovu Její pastorkyňu. Na symfonických koncertech řídil Smetanovu Mou vlast, Dvořákovu Novosvětskou i díla svého učitele Vítězslava Nováka. Úspěch měl jeho vlastní balet Z jitřní země (Oz jutrove dežele) a ceněna byla i jeho scénická hudba, kterou komponoval pro lublaňskou činohru. Kromě práce v opeře vyučoval i na lublaňské konzervatoři
Dne 18. června 1923 se Antonín Balatka oženil s herečkou činohry Národního divadla v Lublani Verou Danilovou (1891-1971), rozenou Cerarovou, která pocházela ze známé slovinské umělecké rodiny.
Přes mimořádné umělecké příležitosti, které mu Lublaň poskytla i přes zřetelné úspěchy, kterých zde dosáhl, Balatka velmi toužil vrátit se zpět do vlasti. Ucházel se o přijetí v Národním divadle v Praze, nicméně teprve v roce 1929 se stal prvním dirigentem a šéfem opery Národního divadla v Brně. Slovinská vláda i kulturní obec desetileté působení Antonína Balatky vysoce ocenila. Mimo jiné mu bylo uděleno vyznamenání krále Alexandra I. – Řád sv. Sávy IV. třídy
Ani po svém příchodu do Brna Balatka nepřerušil své styky s jihoslovanskou kulturou. Několikrát hostoval v Lublaňské opeře a naopak v Brně uváděl díla jihoslovanských autorů (Jakov Gotovac: Morana 1930, Ženich z onoho světa 1936, Petar Konjović: Koštana 1932). Vedle toho uvedl řadu významných premiér českých autorů (např. Leoš Janáček: Z mrtvého domu, Rudolf Karel: Smrt kmotřička, Otakar Ostrčil: Honzovo království, Bohuslav Martinů: Hry o Marii, Emil František Burian: Maryša, Ervín Schulhoff: Plameny, Pavel Haas: Šarlatán, opery Osvalda Chlubny aj.) i autorů světových, zejména ruských (Modest Petrovič Musorgskij: Chovanština, Ženitba, Nikolaj Andrejevič Rimskij-Korsakov: O neviditelném městě Kitěži, Car Ivan Hrozný, Ivan Ivanovič Dzeržinskij: Tichý Don) a francouzských (Jacques Ibert: Angelika, Paul Dukas: Ariana a Modrovous, Hector Berlioz: Trójané), ale též Wagnerova Siegfrieda. V Brně pokračoval i ve své pedagogické činnosti. Hned v roce 1929 začal vyučovat na brněnské konzervatoři a roku 1946 byl jmenován profesorem. O pět let později se stal docentem Janáčkovy akademie múzických umění v Brně, kde byl zároveň proděkanem hudební fakulty.
Když byla za německé okupace brněnská opera uzavřena, cestoval spolu s brněnskými operními pěvci po koncertech v regionu. Po osvobození byl znovu jmenován správcem opery, ale pro nemoc se této funkce vzdal a plně se věnoval skladatelské činnosti.

## Dílo
Z Balatkova divadelního působení pochází celá řada scénické hudby. Kromě již zmíněného baletu Z jitřní země zkomponoval zpěvohru Svaté jaro (1942, na libreto Vladimíra Kantora, neprovedena), hudbu ke Kytici Karla Jaromíra Erbena, rozhlasové pásmo inspirované Májem Karla Hynka Máchy a kantátu Píseň o vrchním veliteli. Rovněž komponoval i hudbu pro film (Hřích mládí – 1934).
Těžiště jeho díla však je v písních a sborech (výběr):
- Jihočeské zpívánky (1940)
- Tkadlena zpívá (ženský sbor – 1950);
- Lidice (mužský sbor – 1955);
- četné příležitostné písně pro mládež;
- úpravy slovinských lidových písní a sborů.

Poměrně malou část jeho tvorby tvoří komorní a orchestrální hudba.